# Eldon Jenne
Eldon Jenne (Eldon Irl Jenne; * 29. Mai 1899 in Coupeville; † 4. Februar 1993 in La Jolla) war ein US-amerikanischer Stabhochspringer.
Bei den Olympischen Spielen 1920 in Antwerpen wurde er Siebter mit 3,60 m.
Für die Washington State University startend wurde er 1921 NCAA-Meister. Seine persönliche Bestleistung von 3,985 m stellte er am 15. Mai 1920 in Palo Alto auf.